# Bartolino da Novara

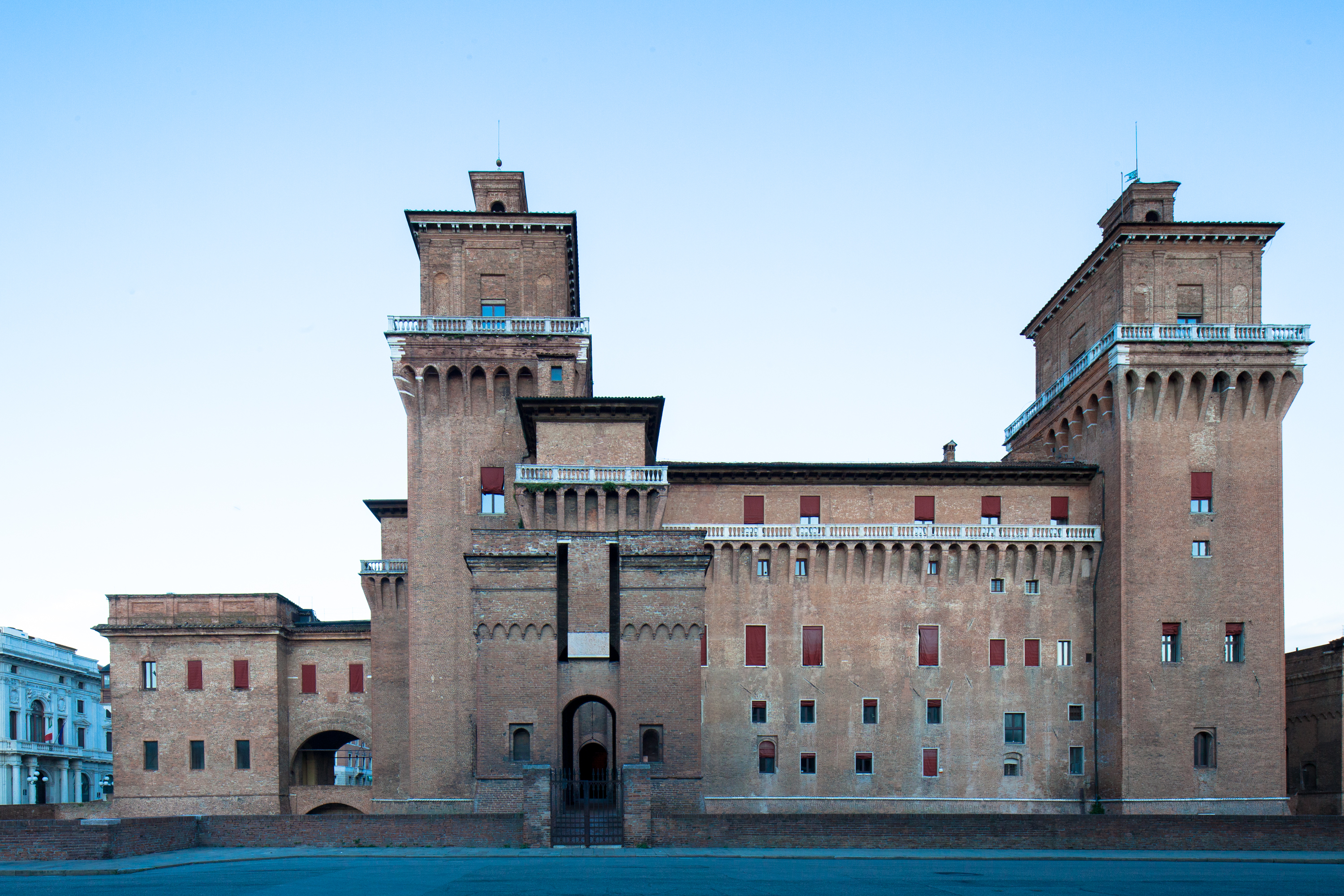
Ferrara, Castello Estense

Bartolino da Novara (auch Bertolino; * um 1345 in Novara; † zwischen 1406 und 1410 in Ferrara) war ein italienischer Militäringenieur und Architekt.

## Leben
Als Sohn von Maestro Giovanni da Novara, von einigen Historikern aus Ferrara (Guarini und andere), die der Familie Pioti aus Novara angehörten, jedoch zu Unrecht, wie Campori klarstellte war er offenbar der Architekt der Casa Della Porta in Novara.
Er stand in den Diensten der Estensi in der Stadt Ferrara. Das erste schriftliche Dokument, in dem er erwähnt wird, ist ein auf den 8. Juni 1368 datierter Brief von Niccolò II. d’Este an Guido Gonzaga, in dem er dem Herzog von Mantua die Dienste seines Architekten anbietet. Niccolò II. schenkte Bartolino am 29. Juni 1373 einen Palast, in dem auch sein Nachkomme Domenico Maria Novara, der Meister von Nikolaus Kopernikus, wohnte. Im Jahr 1385 entwarf er nach fast zwanzigjähriger Zusammenarbeit das Castello Estense für die Familie Este.
Im Jahr 1395 lieferte er am Hof von Francesco I. Gonzaga Zeichnungen und Pläne für das Castello di San Giorgio. Der Herr von Mantua führte zu Beginn des 15. Jahrhunderts bedeutende architektonische und städtebauliche Eingriffe im Bereich des Hofes und des Bistums durch, wo einige alte Kirchen wie Santa Maria di Capo di Bove und Santa Croce abgerissen wurden, um Platz für den Bau des Schlosses des Gonzaga zu schaffen. Außerdem wurde er von Francesco mit dem Bau des Heiligtums Maria Gnaden in Curtatone beauftragt.

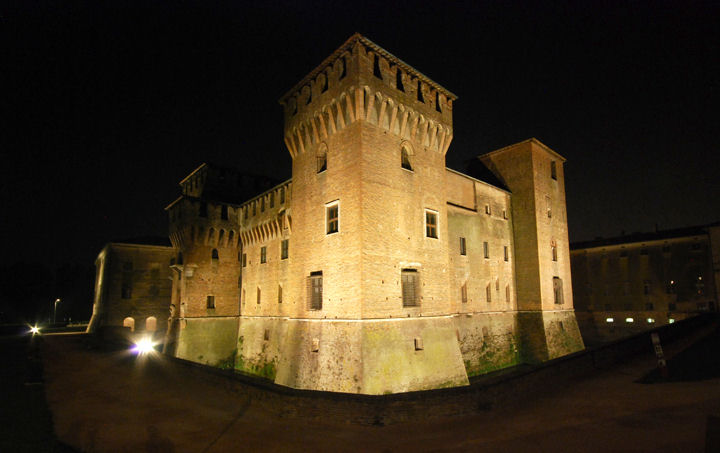
Mantua, Castello di San Giorgio

Im Jahr 1402 wurde mit dem Bau der Festung von Finale Emilia begonnen, die im Jahr 1425 nach einem Entwurf von Giovanni da Siena für Niccolò III. d’Este erweitert wurde.
Im Jahr 1404 wurde er mit dem Bau der Verteidigungsbastionen entlang des Po beauftragt. Als Militäringenieur wurde er von den Visconti von Mailand und der Signoria De’ Medici von Florenz beauftragt.